# Gand-Wevelgem 1981
La 43e édition de Gand-Wevelgem a eu lieu le 8 avril 1981. Elle a été remportée par le Néerlandais Jan Raas (TI-Raleigh-Creda), il est suivi dans le même temps par le Belge Roger De Vlaeminck (DAF Trucks-Côte d'Or-Gazelle) et par son compatriote Alfons De Wolf (Vermeer-Thijs).

## Classement final
La course est remportée par le Néerlandais Jan Raas (TI-Raleigh-Creda).
| \| Classement général \| Classement général \| Classement général \| Classement général \| Classement général \| \| Coureur \| Coureur \| Pays \| Équipe \| Temps \| \| ------------------ \| ------------------ \| ------------------ \| ---------------------------- \| ------------------ \| \| 1er \| Jan Raas \| Pays-Bas \| TI-Raleigh-Creda \| 5 h 47 min 00 s \| \| 2e \| Roger De Vlaeminck \| Belgique \| DAF Trucks-Côte d'Or-Gazelle \| + 0 s \| \| 3e \| Alfons De Wolf \| Belgique \| Vermeer-Thijs \| + 0 s \| \| 4e \| Gregor Braun \| Allemagne \| Famcucine-Campagnolo \| + 0 s \| \| 5e \| Marc Demeyer \| Belgique \| Capri Sonne-Koga Miyata \| + 0 s \| \| 6e \| Adrie van der Poel \| Pays-Bas \| DAF Trucks-Côte d'Or-Gazelle \| + 0 s \| \| 7e \| Ludo Peeters \| Belgique \| TI-Raleigh-Creda \| + 0 s \| \| 8e \| Eddy Vanhaerens \| Belgique \| Boule d'Or-Sunair-Colnago \| + 0 s \| \| 9e \| Giuseppe Saronni \| Italie \| Gis Gelati-Campagnolo \| + 0 s \| \| 10e \| Jos Jacobs \| Belgique \| Capri Sonne-Koga Miyata \| + 0 s \| |                    |           |                              |                 |
| |                    |           |                              |                 |
| Sources : ProCyclingStats Cycling Archives |                    |           |                              |                 |
| Classement général |                    |           |                              |                 |
| Coureur | Coureur            | Pays      | Équipe                       | Temps           |
| 1er | Jan Raas           | Pays-Bas  | TI-Raleigh-Creda             | 5 h 47 min 00 s |
| 2e | Roger De Vlaeminck | Belgique  | DAF Trucks-Côte d'Or-Gazelle | + 0 s           |
| 3e | Alfons De Wolf     | Belgique  | Vermeer-Thijs                | + 0 s           |
| 4e | Gregor Braun       | Allemagne | Famcucine-Campagnolo         | + 0 s           |
| 5e | Marc Demeyer       | Belgique  | Capri Sonne-Koga Miyata      | + 0 s           |
| 6e | Adrie van der Poel | Pays-Bas  | DAF Trucks-Côte d'Or-Gazelle | + 0 s           |
| 7e | Ludo Peeters       | Belgique  | TI-Raleigh-Creda             | + 0 s           |
| 8e | Eddy Vanhaerens    | Belgique  | Boule d'Or-Sunair-Colnago    | + 0 s           |
| 9e | Giuseppe Saronni   | Italie    | Gis Gelati-Campagnolo        | + 0 s           |
| 10e | Jos Jacobs         | Belgique  | Capri Sonne-Koga Miyata      | + 0 s           |